# Eleições gerais de Angola de 2022
Foram realizadas eleições gerais em Angola a 24 de Agosto de 2022 para os cargos de Presidente e de deputado da Assembleia Nacional.
Apesar da Comissão Nacional Eleitoral (CNE) dar a vitória ao Movimento Popular de Libertação de Angola (MPLA) por 51%, o resultado foi contestado pela União Nacional para a Independência Total de Angola (UNITA) e pela Convergência Ampla de Salvação de Angola - Coligação Eleitoral (CASA–CE), sendo alegadas irregularidades na contagem dos votos. A despeito de tais reclamações, tanto a CNE como o Tribunal Constitucional, respectivamente órgão executivo e órgão judiciário da matéria eleitoral angolana, declararam improcedentes e insuficientes as alegações e recursos apresentados, ratificando o resultado e marcando a data de posse do Presidente e da Vice-Presidente para dia 15 de setembro de 2022 e dos deputados para o dia seguinte.

## Sistema eleitoral

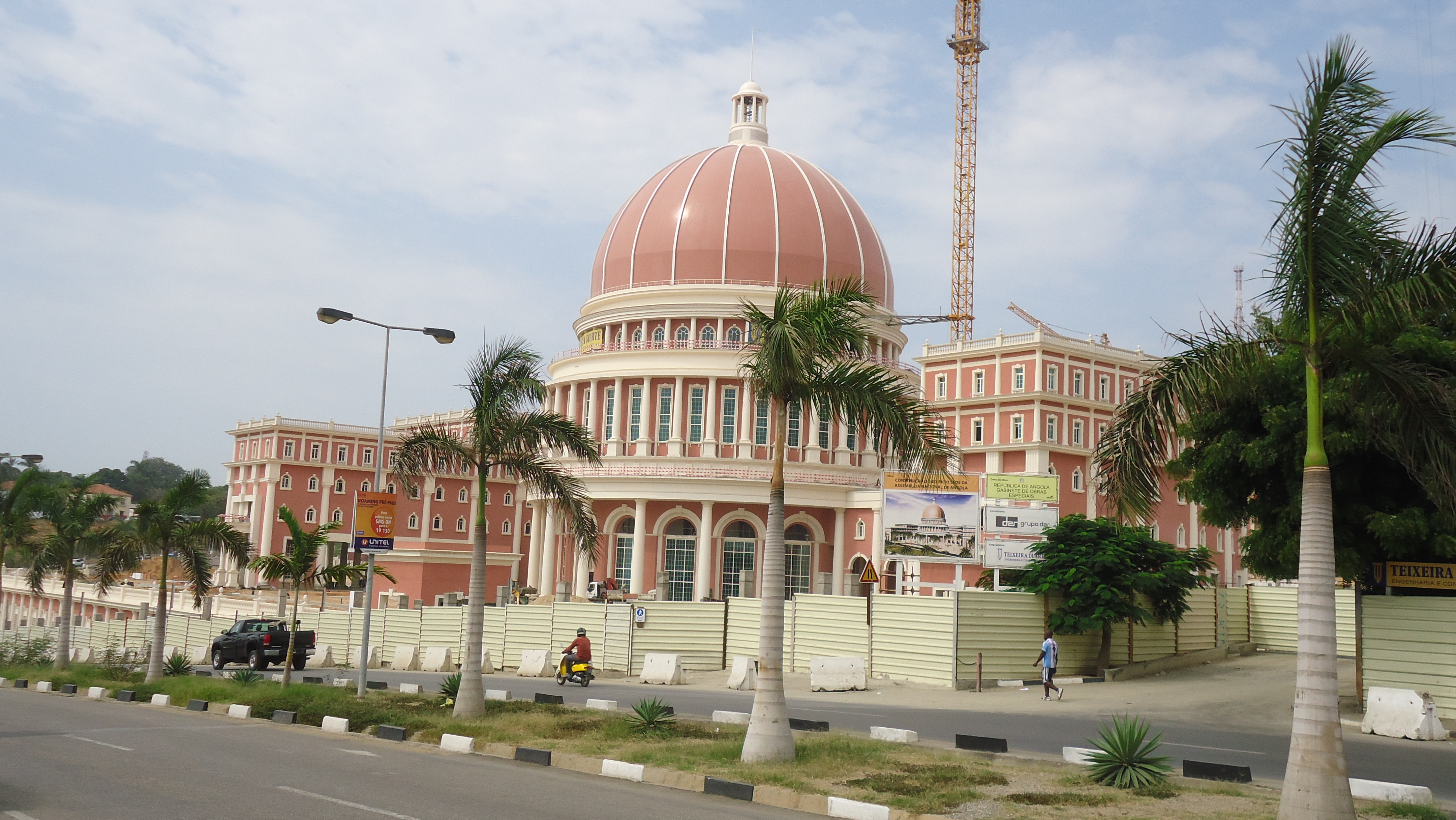
Novo edifício da Assembleia Nacional, em 2013.

Os 220 membros da Assembleia Nacional são eleitos por dois métodos; 130 são eleitos por representação proporcional de lista fechada em uma única circunscrição nacional, com assentos distribuídos proporcionalmente. 90 são eleitos em 18 círculos eleitorais de cinco lugares, usando o método D'Hondt. Os eleitores devem ter pelo menos 18 anos de idade e não ter uma condenação por falência, condenação criminal, dupla cidadania ou ter sido declarado com perturbações mentais. Os candidatos devem ter no mínimo 35 anos. Pela primeira vez, os angolanos residentes no estrangeiro têm direito de voto.
O presidente é eleito por votação dupla simultânea — no qual vários cargos, como o de presidente e os membros de uma legislatura, são eleitos por meio de um único voto para uma lista partidária —, em voto maioritário unipessoal de maioria simples, e pode cumprir no máximo dois mandatos. Cada partido participante indica um candidato presidencial no topo de sua lista, que deve ser claramente identificado no boletim de voto. O principal candidato do partido mais votado é eleito presidente de acordo com a constituição de 2010.

## Cenário anterior
Na eleição de 2017 o Movimento Popular de Libertação de Angola venceu de forma esmagadora, obtendo 61% dos votos. Embora o partido tenha perdido 25 assentos, manteve a sua maioria na Assembleia Nacional, garantindo 150 assentos. O maior partido da oposição, a União Nacional para a Independência Total de Angola, ganhou 51 lugares, acrescentando 19 novos assentos no parlamento com um total de 26% dos votos. A Convergência Ampla de Salvação de Angola - Coligação Eleitoral conquistou 16 cadeiras, o Partido de Renovação Social ganhou duas e a Frente Nacional de Libertação de Angola garantiu uma.

## Candidaturas
Estiveram nas listas eleitorais de 2022:
| Partido/Coligação | Partido/Coligação | Partido/Coligação                                              | Espectro                   | Cabeça de lista/ Líder da chapa | Resultado de 2017 | Resultado de 2017 |
| Partido/Coligação | Partido/Coligação | Partido/Coligação                                              | Espectro                   | Cabeça de lista/ Líder da chapa | Votos (%)         | Assentos          |
| ----------------- | ----------------- | -------------------------------------------------------------- | -------------------------- | ------------------------------- | ----------------- | ----------------- |
|                   | MPLA              | Movimento Popular de Libertação de Angola                      | Centro-esquerda a esquerda | João Lourenço                   | 61.1%             | 150 / 220         |
|                   | UNITA             | União Nacional para a Independência Total de Angola            | Centro a direita           | Adalberto Costa Júnior          | 26.7%             | 51 / 220          |
|                   | CASA–CE           | Convergência Ampla de Salvação de Angola - Coligação Eleitoral | Centro-direita             | Manuel Fernandes                | 9.5%              | 16 / 220          |
|                   | PRS               | Partido de Renovação Social                                    | Centro-esquerda            | Benedito Daniel                 | 1.4%              | 2 / 220           |
|                   | FNLA              | Frente Nacional de Libertação de Angola                        | Centro-direita a direita   | Nimi A Simbi                    | 0.9%              | 1 / 220           |
|                   | APN               | Aliança Patriótica Nacional                                    | Centro-esquerda            | Quintino Moreira                | 0.5%              | 0 / 220           |
|                   | P-NJANGO          | Partido Nacionalista para a Justiça em Angola                  | Direita                    | Dinho Chingunji                 | —                 | —                 |
|                   | PHA               | Partido Humanista de Angola                                    | Centro                     | Florbela Malaquias              | —                 | —                 |

## Campanha
A 5 de Outubro de 2021, os partidos de oposição UNITA, Bloco Democrático e PRA JÁ Servir Angola anunciaram a formação de uma coligação denominada Frente Patriótica Unida. Adalberto Costa Júnior da UNITA foi anunciado como candidato da FPU para desafiar o presidente João Lourenço em coletiva de imprensa do porta-voz do grupo Amândio Capoco. Capoco a descreveu como "uma aliança de angolanos ansiosos por mudanças". Adalberto Costa Júnior respondeu anunciando que estaria pronto para desafiar João Lourenço, declarando que "a nossa pátria clama por mudanças", descrevendo o país como "assolado pelo desespero e pelo empobrecimento". Em março de 2022 a FPU não pôde se inscrever como coligação por não cumprimento de requisitos eleitorais, muito embora tenha continuado a existir como plataforma oposicionista durante a campanha eleitoral. Os membros dos partidos Bloco Democrático e PRA JA-Servir Angola optaram por se inscrever na lista da UNITA, ficando fora da eleição.
A campanha também foi ofuscada pela morte do antigo presidente José Eduardo dos Santos em 8 de julho de 2022. No entanto, havia uma briga em andamento entre os membros da família Dos Santos e entre parte da família e o Estado angolano acerca do sepultamento.
Apesar do clima de crispação, a campanha também ficou marcada pela participação dos líderes dos três principais partidos (MPLA, UNITA e CASA-CE) num culto ecuménico, no domingo anterior às eleições, pela primeira vez na história.
O MPLA, por sua vez, indicou pela primeira vez uma mulher, Esperança da Costa, como vice-cabeça de lista.

## Resultados oficiais
Os resultados divulgados pela Comissão Nacional Eleitoral (CNE), o órgão máximo das eleições angolanas, encontram-se na tabela abaixo. Apesar da Comissão Nacional Eleitoral (CNE) dar a vitória ao MPLA por 51%, o resultado não foi reconhecido pela UNITA e pela CASA-CE, que contestaram o número de mandatos atribuídos a cada partido, sendo alegadas várias irregularidades na contagem dos votos, em particular na soma dos resultados das actas-síntese. Do mesmo modo, os delegados da UNITA que fazem parte da CNE ensaiaram demarcar-se dos resultados apresentados, tendo a própria CNE reconhecido que poderia haver alterações aos resultados finais.
A 29 de agosto, a CNE anunciou ter aprovado o resultado final. Após o anúncio, os partidos teriam 72 horas para reclamar dos mesmos junto do Tribunal Constitucional.
Em 7 e 8 de setembro de 2022 o Tribunal Constitucional, verificando os documentos da CNE, julgou que eram insuficientes e improcedentes as alegações e recursos apresentados pelas agremiações políticas UNITA e CASA-CE, ratificando o resultado e marcando a data de posse do Chefe do Executivo para dia 15 de setembro de 2022 e dos membros do Legislativo para o dia seguinte.
| Partido                 | Partido                                                        | Partido                 | Candidato               | Votos      | %               | +/-    | Deputados | +/-     |
| ----------------------- | -------------------------------------------------------------- | ----------------------- | ----------------------- | ---------- | --------------- | ------ | --------- | ------- |
|                         | Movimento Popular de Libertação de Angola                      | MPLA                    | João Lourenço           | 3 209 429  | 51,17 / 100,00  | 9,98   | 124 / 220 | 26      |
|                         | União Nacional para a Independência Total de Angola            | UNITA                   | Adalberto Costa Júnior  | 2 756 786  | 43,95 / 100,00  | 17,33  | 90 / 220  | 39      |
|                         | Partido de Renovação Social                                    | PRS                     | Benedito Daniel         | 71 351     | 1,14 / 100,00   | 0,20   | 2 / 220   | Estável |
|                         | Frente Nacional de Libertação de Angola                        | FNLA                    | Nimi A Simbi            | 66 337     | 1,06 / 100,00   | 0,14   | 2 / 220   | 1       |
|                         | Partido Humanista de Angola                                    | PHA                     | Florbela Malaquias      | 63 749     | 1,02 / 100,00   | Novo   | 2 / 220   | Novo    |
|                         | Convergência Ampla de Salvação de Angola - Coligação Eleitoral | CASA-CE                 | Manuel Fernandes        | 47 446     | 0,76 / 100,00   | 8,74   | 0 / 220   | 16      |
|                         | Aliança Patriótica Nacional                                    | APN                     | Quintino Moreira        | 30 139     | 0,48 / 100,00   | 0,02   | 0 / 220   | Estável |
|                         | Partido Nacionalista para a Justiça em Angola                  | P-NJANGO                | Dinho Chingunji         | 26 867     | 0,42 / 100,00   | Novo   | 0 / 220   | Novo    |
| Votos Inválidos         | Votos Inválidos                                                | Votos Inválidos         | Votos Inválidos         | 119 604    | 1,87 / 100,00   | 2,67   |           |         |
| Total                   | Total                                                          | Total                   | Total                   | 6 454 109  | 100,00 / 100,00 |        | 220 / 220 |         |
| Eleitorado/Participação | Eleitorado/Participação                                        | Eleitorado/Participação | Eleitorado/Participação | 14 399 391 | 44,82 / 100,00  | 30,92  |           |         |
| Fonte                   | Fonte                                                          | Fonte                   | Fonte                   | [ 32 ]     | [ 32 ]          | [ 32 ] | [ 32 ]    | [ 32 ]  |

## Resultados por província
Os resultados por província divulgados pela Comissão Nacional Eleitoral (CNE), o órgão máximo das eleições angolanas, encontram-se nas tabelas abaixo:
| Província        | %     | D    | %     | D     | %     | D   | %    | D    | %    | D   | %       | D       | %    | D   | %        | D        | D   | Votantes  |
| Província        | MPLA  | MPLA | UNITA | UNITA | PRS   | PRS | FNLA | FNLA | PHA  | PHA | CASA-CE | CASA-CE | APN  | APN | P-NJANGO | P-NJANGO | D   | Votantes  |
| ---------------- | ----- | ---- | ----- | ----- | ----- | --- | ---- | ---- | ---- | --- | ------- | ------- | ---- | --- | -------- | -------- | --- | --------- |
| Província        |       |      |       |       |       |     |      |      |      |     |         |         |      |     |          |          | D   | Votantes  |
| Bengo            | 55,43 | 3    | 39,16 | 2     | 0,84  | -   | 1,70 | -    | 1,04 | -   | 0,92    | -       | 0,57 | -   | 0,28     | -        | 5   | 119 806   |
| Benguela         | 54,52 | 3    | 42,17 | 2     | 0,62  | -   | 0,62 | -    | 1,00 | -   | 0,28    | -       | 0,27 | -   | 0,48     | -        | 5   | 591 910   |
| Bié              | 60,56 | 3    | 35,21 | 2     | 0,91  | -   | 0,82 | -    | 1,15 | -   | 0,29    | -       | 0,42 | -   | 0,59     | -        | 5   | 390 800   |
| Cabinda          | 26,23 | 1    | 68,67 | 4     | 1,09  | -   | 0,99 | -    | 0,92 | -   | 1,12    | -       | 0,56 | -   | 0,37     | -        | 5   | 168 859   |
| Consulados       | 50,53 | -    | 46,82 | -     | 0,16  | -   | 0,62 | -    | 0,76 | -   | 0,59    | -       | 0,18 | -   | 0,30     | -        | -   | 11 445    |
| Cuando Cubango   | 68,87 | 4    | 26,93 | 1     | 0,85  | -   | 0,71 | -    | 0,90 | -   | 0,68    | -       | 0,31 | -   | 0,71     | -        | 5   | 119 809   |
| Cuanza Norte     | 60,70 | 3    | 32,44 | 2     | 1,15  | -   | 1,66 | -    | 1,26 | -   | 1,30    | -       | 0,65 | -   | 0,79     | -        | 5   | 121 366   |
| Cuanza Sul       | 67,99 | 4    | 27,11 | 1     | 0,93  | -   | 0,98 | -    | 1,39 | -   | 0,69    | -       | 0,30 | -   | 0,57     | -        | 5   | 365 561   |
| Cunene           | 82,89 | 5    | 14,33 | -     | 0,55  | -   | 0,51 | -    | 0,66 | -   | 0,57    | -       | 0,24 | -   | 0,20     | -        | 5   | 149 328   |
| Huambo           | 56,83 | 3    | 39,11 | 2     | 0,86  | -   | 0,72 | -    | 0,88 | -   | 0,38    | -       | 0,57 | -   | 0,60     | -        | 5   | 559 389   |
| Huíla            | 69,33 | 4    | 27,01 | 1     | 0,80  | -   | 0,64 | -    | 0,92 | -   | 0,56    | -       | 0,36 | -   | 0,34     | -        | 5   | 485 712   |
| Luanda           | 33,62 | 2    | 62,25 | 3     | 0,51  | -   | 0,87 | -    | 1,01 | -   | 0,97    | -       | 0,42 | -   | 0,27     | -        | 5   | 1 999 222 |
| Lunda Norte      | 56,55 | 3    | 33,39 | 2     | 5,53  | -   | 1,32 | -    | 0,93 | -   | 0,88    | -       | 0,82 | -   | 0,61     | -        | 5   | 185 883   |
| Lunda Sul        | 52,51 | 3    | 34,47 | 2     | 10,56 | -   | 0,57 | -    | 0,55 | -   | 0,49    | -       | 0,51 | -   | 0,29     | -        | 5   | 127 214   |
| Malanje          | 61,29 | 3    | 32,83 | 2     | 1,44  | -   | 1,01 | -    | 1,27 | -   | 0,98    | -       | 0,77 | -   | 0,37     | -        | 5   | 202 452   |
| Moxico           | 67,28 | 4    | 27,36 | 1     | 1,93  | -   | 0,95 | -    | 0,80 | -   | 0,74    | -       | 0,43 | -   | 0,45     | -        | 5   | 173 971   |
| Namibe           | 65,62 | 4    | 30,62 | 1     | 0,68  | -   | 0,58 | -    | 0,71 | -   | 0,68    | -       | 0,62 | -   | 0,44     | -        | 5   | 126 154   |
| Uíge             | 57,75 | 3    | 35,12 | 2     | 1,39  | -   | 1,85 | -    | 1,30 | -   | 1,06    | -       | 0,95 | -   | 0,51     | -        | 5   | 345 675   |
| Zaire            | 36,26 | 2    | 52,12 | 3     | 0,83  | -   | 7,30 | -    | 1,03 | -   | 1,25    | -       | 0,70 | -   | 0,50     | -        | 5   | 143 883   |
| Círculo Nacional | 51,17 | 67   | 43,95 | 57    | 1,14  | 2   | 1,06 | 2    | 1,01 | 2   | 0,75    | -       | 0,48 | -   | 0,42     | -        | 130 | 6 379 309 |
| Angola           | 51,17 | 124  | 43,95 | 90    | 1,14  | 2   | 1,06 | 2    | 1,01 | 2   | 0,75    | -       | 0,48 | -   | 0,42     | -        | 220 | 6 379 309 |

### Bengo
| Partido                 | Partido                                                        | Votos   | %               | +/-   | Deputados | +/-     |
| ----------------------- | -------------------------------------------------------------- | ------- | --------------- | ----- | --------- | ------- |
|                         | Movimento Popular de Libertação de Angola                      | 64 278  | 55,43 / 100,00  | 11,55 | 3 / 5     | 1       |
|                         | União Nacional para a Independência Total de Angola            | 45 407  | 39,16 / 100,00  | 14,56 | 2 / 5     | 1       |
|                         | Frente Nacional de Libertação de Angola                        | 1 982   | 1,70 / 100,00   | 0,47  | 0 / 5     | Estável |
|                         | Partido Humanista de Angola                                    | 1 214   | 1,04 / 100,00   | Novo  | 0 / 5     | Novo    |
|                         | Convergência Ampla de Salvação de Angola - Coligação Eleitoral | 1 077   | 0,92 / 100,00   | 4,68  | 0 / 5     | Estável |
|                         | Partido de Renovação Social                                    | 984     | 0,84 / 100,00   | 0,11  | 0 / 5     | Estável |
|                         | Aliança Patriótica Nacional                                    | 666     | 0,57 / 100,00   | 0,05  | 0 / 5     | Estável |
|                         | Partido Nacionalista para a Justiça em Angola                  | 336     | 0,28 / 100,00   | Novo  | 0 / 5     | Novo    |
| Votos Inválidos         | Votos Inválidos                                                | 4 066   | 3,38 / 100,00   | 1,08  |           |         |
| Total                   | Total                                                          | 119 806 | 100,00 / 100,00 |       | 5 / 5     |         |
| Eleitorado/Participação | Eleitorado/Participação                                        | 119 806 | 45,99 / 100,00  | 32,75 |           |         |

### Benguela
| Partido                 | Partido                                                        | Votos     | %               | +/-     | Deputados | +/-     |
| ----------------------- | -------------------------------------------------------------- | --------- | --------------- | ------- | --------- | ------- |
|                         | Movimento Popular de Libertação de Angola                      | 311 949   | 54,41 / 100,00  | 7,10    | 3 / 5     | 1       |
|                         | União Nacional para a Independência Total de Angola            | 242 443   | 42,28 / 100,00  | 14,68   | 2 / 5     | 1       |
|                         | Partido Humanista de Angola                                    | 5 771     | 1,00 / 100,00   | Novo    | 0 / 5     | Novo    |
|                         | Frente Nacional de Libertação de Angola                        | 3 606     | 0,62 / 100,00   | Estável | 0 / 5     | Estável |
|                         | Partido de Renovação Social                                    | 3 584     | 0,62 / 100,00   | 0,28    | 0 / 5     | Estável |
|                         | Partido Nacionalista para a Justiça em Angola                  | 2 756     | 0,48 / 100,00   | Novo    | 0 / 5     | Novo    |
|                         | Convergência Ampla de Salvação de Angola - Coligação Eleitoral | 1 659     | 0,28 / 100,00   | 8,67    | 0 / 5     | Estável |
|                         | Aliança Patriótica Nacional                                    | 1 559     | 0,27 / 100,00   | 0,15    | 0 / 5     | Estável |
| Votos Inválidos         | Votos Inválidos                                                | 14 108    | 2,39 / 100,00   | 1,67    |           |         |
| Total                   | Total                                                          | 587 435   | 100,00 / 100,00 |         | 5 / 5     |         |
| Eleitorado/Participação | Eleitorado/Participação                                        | 1 189 521 | 49,38 / 100,00  | 28,53   |           |         |

### Bié
| Partido                 | Partido                                                        | Votos   | %               | +/-   | Deputados | +/-     |
| ----------------------- | -------------------------------------------------------------- | ------- | --------------- | ----- | --------- | ------- |
|                         | Movimento Popular de Libertação de Angola                      | 226 134 | 60,50 / 100,00  | 3,06  | 3 / 5     | Estável |
|                         | União Nacional para a Independência Total de Angola            | 131 866 | 35,28 / 100,00  | 2,98  | 2 / 5     | Estável |
|                         | Partido Humanista de Angola                                    | 4 317   | 1,15 / 100,00   | Novo  | 0 / 5     | Novo    |
|                         | Partido de Renovação Social                                    | 3 416   | 0,91 / 100,00   | 0,14  | 0 / 5     | Estável |
|                         | Frente Nacional de Libertação de Angola                        | 3 081   | 0,82 / 100,00   | 0,04  | 0 / 5     | Estável |
|                         | Partido Nacionalista para a Justiça em Angola                  | 2 222   | 0,59 / 100,00   | Novo  | 0 / 5     | Novo    |
|                         | Aliança Patriótica Nacional                                    | 1 585   | 0,42 / 100,00   | 0,19  | 0 / 5     | Estável |
|                         | Convergência Ampla de Salvação de Angola - Coligação Eleitoral | 1 118   | 0,29 / 100,00   | 1,50  | 0 / 5     | Estável |
| Votos Inválidos         | Votos Inválidos                                                | 14 543  | 3,73 / 100,00   | 2,82  |           |         |
| Total                   | Total                                                          | 388 282 | 100,00 / 100,00 |       | 5 / 5     |         |
| Eleitorado/Participação | Eleitorado/Participação                                        | 776 005 | 50,03 / 100,00  | 28,34 |           |         |

### Cabinda
| Partido                 | Partido                                                        | Votos   | %               | +/-   | Deputados | +/-     |
| ----------------------- | -------------------------------------------------------------- | ------- | --------------- | ----- | --------- | ------- |
|                         | União Nacional para a Independência Total de Angola            | 114 300 | 68,67 / 100,00  | 40,37 | 4 / 5     | 3       |
|                         | Movimento Popular de Libertação de Angola                      | 43 669  | 26,23 / 100,00  | 13,39 | 1 / 5     | 1       |
|                         | Convergência Ampla de Salvação de Angola - Coligação Eleitoral | 1 880   | 1,12 / 100,00   | 28,21 | 0 / 5     | 2       |
|                         | Partido de Renovação Social                                    | 1 817   | 1,09 / 100,00   | 0,04  | 0 / 5     | Estável |
|                         | Frente Nacional de Libertação de Angola                        | 1 662   | 0,99 / 100,00   | 0,09  | 0 / 5     | Estável |
|                         | Partido Humanista de Angola                                    | 1 541   | 0,92 / 100,00   | Novo  | 0 / 5     | Novo    |
|                         | Aliança Patriótica Nacional                                    | 947     | 0,56 / 100,00   | 0,21  | 0 / 5     | Estável |
|                         | Partido Nacionalista para a Justiça em Angola                  | 624     | 0,37 / 100,00   | Novo  | 0 / 5     | Novo    |
| Votos Inválidos         | Votos Inválidos                                                | 2 745   | 1,63 / 100,00   | 0,30  |           |         |
| Total                   | Total                                                          | 166 912 | 100,00 / 100,00 |       | 5 / 5     |         |
| Eleitorado/Participação | Eleitorado/Participação                                        | 168 859 | 45,96 / 100,00  | 29,83 |           |         |

### Cuando Cubango
| Partido                 | Partido                                                        | Votos   | %               | +/-   | Deputados | +/-     |
| ----------------------- | -------------------------------------------------------------- | ------- | --------------- | ----- | --------- | ------- |
|                         | Movimento Popular de Libertação de Angola                      | 79 767  | 69,09 / 100,00  | 4,11  | 3 / 5     | Estável |
|                         | União Nacional para a Independência Total de Angola            | 30 849  | 26,72 / 100,00  | 5,19  | 2 / 5     | Estável |
|                         | Partido Humanista de Angola                                    | 1 050   | 0,90 / 100,00   | Novo  | 0 / 5     | Novo    |
|                         | Partido de Renovação Social                                    | 988     | 0,85 / 100,00   | 0,28  | 0 / 5     | Estável |
|                         | Partido Nacionalista para a Justiça em Angola                  | 824     | 0,71 / 100,00   | Novo  | 0 / 5     | Novo    |
|                         | Frente Nacional de Libertação de Angola                        | 820     | 0,71 / 100,00   | 0,14  | 0 / 5     | Estável |
|                         | Convergência Ampla de Salvação de Angola - Coligação Eleitoral | 786     | 0,68 / 100,00   | 2,19  | 0 / 5     | Estável |
|                         | Aliança Patriótica Nacional                                    | 363     | 0,31 / 100,00   | 0,11  | 0 / 5     | Estável |
| Votos Inválidos         | Votos Inválidos                                                | 4 362   | 3,63 / 100,00   | 1,46  |           |         |
| Total                   | Total                                                          | 119 809 | 100,00 / 100,00 |       | 5 / 5     |         |
| Eleitorado/Participação | Eleitorado/Participação                                        | 284 648 | 42,09 / 100,00  | 30,48 |           |         |

### Cuanza Norte
| Partido                 | Partido                                                        | Votos   | %               | +/-   | Deputados | +/-     |
| ----------------------- | -------------------------------------------------------------- | ------- | --------------- | ----- | --------- | ------- |
|                         | Movimento Popular de Libertação de Angola                      | 70 993  | 60,67 / 100,00  | 16,92 | 3 / 5     | 2       |
|                         | União Nacional para a Independência Total de Angola            | 38 004  | 32,47 / 100,00  | 24,56 | 2 / 5     | 2       |
|                         | Frente Nacional de Libertação de Angola                        | 1 950   | 1,66 / 100,00   | 0,23  | 0 / 5     | Estável |
|                         | Convergência Ampla de Salvação de Angola - Coligação Eleitoral | 1 522   | 1,30 / 100,00   | 9,18  | 0 / 5     | Estável |
|                         | Partido Humanista de Angola                                    | 1 486   | 1,26 / 100,00   | Novo  | 0 / 5     | Novo    |
|                         | Partido de Renovação Social                                    | 1 356   | 1,15 / 100,00   | 0,41  | 0 / 5     | Estável |
|                         | Partido Nacionalista para a Justiça em Angola                  | 929     | 0,79 / 100,00   | Novo  | 0 / 5     | Novo    |
|                         | Aliança Patriótica Nacional                                    | 769     | 0,65 / 100,00   | 0,08  | 0 / 5     | Estável |
| Votos Inválidos         | Votos Inválidos                                                | 4 357   | 3,58 / 100,00   | 2,50  |           |         |
| Total                   | Total                                                          | 121 366 | 100,00 / 100,00 |       | 5 / 5     |         |
| Eleitorado/Participação | Eleitorado/Participação                                        | 249 917 | 48,56 / 100,00  | 30,78 |           |         |

### Cuanza Sul
| Partido                 | Partido                                                        | Votos   | %               | +/-   | Deputados | +/-     |
| ----------------------- | -------------------------------------------------------------- | ------- | --------------- | ----- | --------- | ------- |
|                         | Movimento Popular de Libertação de Angola                      | 233 160 | 67,95 / 100,00  | 8,51  | 4 / 5     | 1       |
|                         | União Nacional para a Independência Total de Angola            | 93 155  | 27,15 / 100,00  | 12,45 | 1 / 5     | 1       |
|                         | Partido Humanista de Angola                                    | 4 795   | 1,39 / 100,00   | Novo  | 0 / 5     | Novo    |
|                         | Frente Nacional de Libertação de Angola                        | 3 377   | 0,98 / 100,00   | 0,13  | 0 / 5     | Estável |
|                         | Partido de Renovação Social                                    | 3 190   | 0,92 / 100,00   | 0,31  | 0 / 5     | Estável |
|                         | Convergência Ampla de Salvação de Angola - Coligação Eleitoral | 2 390   | 0,69 / 100,00   | 5,28  | 0 / 5     | Estável |
|                         | Partido Nacionalista para a Justiça em Angola                  | 1 986   | 0,57 / 100,00   | Novo  | 0 / 5     | Novo    |
|                         | Aliança Patriótica Nacional                                    | 1 045   | 0,30 / 100,00   | 0,23  | 0 / 5     | Estável |
| Votos Inválidos         | Votos Inválidos                                                | 22 463  | 6,13 / 100,00   | 1,64  |           |         |
| Total                   | Total                                                          | 365 561 | 100,00 / 100,00 |       | 5 / 5     |         |
| Eleitorado/Participação | Eleitorado/Participação                                        | 746 990 | 48,93 / 100,00  | 30,06 |           |         |

### Cunene
| Partido                 | Partido                                                        | Votos   | %               | +/-   | Deputados | +/-     |
| ----------------------- | -------------------------------------------------------------- | ------- | --------------- | ----- | --------- | ------- |
|                         | Movimento Popular de Libertação de Angola                      | 120 800 | 82,87 / 100,00  | 6,25  | 5 / 5     | Estável |
|                         | União Nacional para a Independência Total de Angola            | 20 944  | 14,36 / 100,00  | 8,95  | 0 / 5     | Estável |
|                         | Partido Humanista de Angola                                    | 964     | 0,66 / 100,00   | Novo  | 0 / 5     | Novo    |
|                         | Convergência Ampla de Salvação de Angola - Coligação Eleitoral | 839     | 0,57 / 100,00   | 3,21  | 0 / 5     | Estável |
|                         | Partido de Renovação Social                                    | 810     | 0,55 / 100,00   | 0,26  | 0 / 5     | Estável |
|                         | Frente Nacional de Libertação de Angola                        | 753     | 0,51 / 100,00   | 0,06  | 0 / 5     | Estável |
|                         | Aliança Patriótica Nacional                                    | 353     | 0,24 / 100,00   | 0,06  | 0 / 5     | Estável |
|                         | Partido Nacionalista para a Justiça em Angola                  | 300     | 0,20 / 100,00   | Novo  | 0 / 5     | Novo    |
| Votos Inválidos         | Votos Inválidos                                                | 3 565   | 2,38 / 100,00   | 1,47  |           |         |
| Total                   | Total                                                          | 149 328 | 100,00 / 100,00 |       | 5 / 5     |         |
| Eleitorado/Participação | Eleitorado/Participação                                        | 429 608 | 34,75 / 100,00  | 36,37 |           |         |

### Huambo
| Partido                 | Partido                                                        | Votos     | %               | +/-   | Deputados | +/-     |
| ----------------------- | -------------------------------------------------------------- | --------- | --------------- | ----- | --------- | ------- |
|                         | Movimento Popular de Libertação de Angola                      | 307 694   | 56,90 / 100,00  | 1,29  | 3 / 5     | Estável |
|                         | União Nacional para a Independência Total de Angola            | 211 109   | 39,04 / 100,00  | 3,14  | 2 / 5     | Estável |
|                         | Partido Humanista de Angola                                    | 4 791     | 0,88 / 100,00   | Novo  | 0 / 5     | Novo    |
|                         | Partido de Renovação Social                                    | 4 676     | 0,86 / 100,00   | 0,35  | 0 / 5     | Estável |
|                         | Frente Nacional de Libertação de Angola                        | 3 923     | 0,72 / 100,00   | 0,05  | 0 / 5     | Estável |
|                         | Partido Nacionalista para a Justiça em Angola                  | 3 286     | 0,60 / 100,00   | Novo  | 0 / 5     | Novo    |
|                         | Aliança Patriótica Nacional                                    | 3 119     | 0,57 / 100,00   | 0,07  | 0 / 5     | Estável |
|                         | Convergência Ampla de Salvação de Angola - Coligação Eleitoral | 2 092     | 0,38 / 100,00   | 3,04  | 0 / 5     | Estável |
| Votos Inválidos         | Votos Inválidos                                                | 18 699    | 3,33 / 100,00   | 1,44  |           |         |
| Total                   | Total                                                          | 559 389   | 100,00 / 100,00 |       | 5 / 5     |         |
| Eleitorado/Participação | Eleitorado/Participação                                        | 1 100 690 | 50,82 / 100,00  | 30,85 |           |         |

### Huíla
| Partido                 | Partido                                                        | Votos     | %               | +/-   | Deputados | +/-     |
| ----------------------- | -------------------------------------------------------------- | --------- | --------------- | ----- | --------- | ------- |
|                         | Movimento Popular de Libertação de Angola                      | 323 724   | 69,16 / 100,00  | 7,40  | 4 / 5     | 1       |
|                         | União Nacional para a Independência Total de Angola            | 127 229   | 27,18 / 100,00  | 14,79 | 1 / 5     | 1       |
|                         | Partido Humanista de Angola                                    | 4 311     | 0,92 / 100,00   | Novo  | 0 / 5     | Novo    |
|                         | Partido de Renovação Social                                    | 3 778     | 0,80 / 100,00   | 0,44  | 0 / 5     | Estável |
|                         | Frente Nacional de Libertação de Angola                        | 2 999     | 0,64 / 100,00   | 0,31  | 0 / 5     | Estável |
|                         | Convergência Ampla de Salvação de Angola - Coligação Eleitoral | 2 646     | 0,56 / 100,00   | 7,82  | 0 / 5     | Estável |
|                         | Aliança Patriótica Nacional                                    | 1 713     | 0,36 / 100,00   | 0,11  | 0 / 5     | Estável |
|                         | Partido Nacionalista para a Justiça em Angola                  | 1 623     | 0,34 / 100,00   | Novo  | 0 / 5     | Novo    |
| Votos Inválidos         | Votos Inválidos                                                | 17 689    | 3,63 / 100,00   | 3,05  |           |         |
| Total                   | Total                                                          | 485 712   | 100,00 / 100,00 |       | 5 / 5     |         |
| Eleitorado/Participação | Eleitorado/Participação                                        | 1 212 405 | 40,06 / 100,00  | 30,42 |           |         |

### Luanda
| Partido                 | Partido                                                        | Votos     | %               | +/-   | Deputados | +/-     |
| ----------------------- | -------------------------------------------------------------- | --------- | --------------- | ----- | --------- | ------- |
|                         | União Nacional para a Independência Total de Angola            | 1 243 894 | 62,25 / 100,00  | 27,25 | 3 / 5     | 1       |
|                         | Movimento Popular de Libertação de Angola                      | 671 861   | 33,62 / 100,00  | 14,86 | 2 / 5     | 1       |
|                         | Partido Humanista de Angola                                    | 20 089    | 1,00 / 100,00   | Novo  | 0 / 5     | Novo    |
|                         | Convergência Ampla de Salvação de Angola - Coligação Eleitoral | 19 646    | 0,98 / 100,00   | 13,67 | 0 / 5     | Estável |
|                         | Frente Nacional de Libertação de Angola                        | 17 699    | 0,88 / 100,00   | 0,11  | 0 / 5     | Estável |
|                         | Partido de Renovação Social                                    | 10 543    | 0,52 / 100,00   | 0,09  | 0 / 5     | Estável |
|                         | Aliança Patriótica Nacional                                    | 8 499     | 0,42 / 100,00   | 0,04  | 0 / 5     | Estável |
|                         | Partido Nacionalista para a Justiça em Angola                  | 5 683     | 0,28 / 100,00   | Novo  | 0 / 5     | Novo    |
| Votos Inválidos         | Votos Inválidos                                                | 33 938    | 1,68 / 100,00   | 0,75  |           |         |
| Total                   | Total                                                          | 1 999 222 | 100,00 / 100,00 |       | 5 / 5     |         |
| Eleitorado/Participação | Eleitorado/Participação                                        | 4 377 006 | 43,46 / 100,00  | 31,43 |           |         |

### Lunda Norte
| Partido                 | Partido                                                        | Votos   | %               | +/-   | Deputados | +/-     |
| ----------------------- | -------------------------------------------------------------- | ------- | --------------- | ----- | --------- | ------- |
|                         | Movimento Popular de Libertação de Angola                      | 100 462 | 56,31 / 100,00  | 10,35 | 3 / 5     | 1       |
|                         | União Nacional para a Independência Total de Angola            | 59 867  | 33,56 / 100,00  | 10,63 | 2 / 5     | 1       |
|                         | Partido de Renovação Social                                    | 9 872   | 5,53 / 100,00   | 0,39  | 0 / 5     | Estável |
|                         | Frente Nacional de Libertação de Angola                        | 2 357   | 1,32 / 100,00   | 0,27  | 0 / 5     | Estável |
|                         | Partido Humanista de Angola                                    | 1 673   | 0,93 / 100,00   | Novo  | 0 / 5     | Novo    |
|                         | Convergência Ampla de Salvação de Angola - Coligação Eleitoral | 1 577   | 0,88 / 100,00   | 2,56  | 0 / 5     | Estável |
|                         | Aliança Patriótica Nacional                                    | 1 476   | 0,82 / 100,00   | 0,05  | 0 / 5     | Estável |
|                         | Partido Nacionalista para a Justiça em Angola                  | 1 096   | 0,61 / 100,00   | Novo  | 0 / 5     | Novo    |
| Votos Inválidos         | Votos Inválidos                                                | 7 503   | 4,02 / 100,00   | 2,55  |           |         |
| Total                   | Total                                                          | 185 883 | 100,00 / 100,00 |       | 5 / 5     |         |
| Eleitorado/Participação | Eleitorado/Participação                                        | 523 873 | 35,48 / 100,00  | 31,23 |           |         |

### Lunda Sul
| Partido                 | Partido                                                        | Votos   | %               | +/-   | Deputados | +/-     |
| ----------------------- | -------------------------------------------------------------- | ------- | --------------- | ----- | --------- | ------- |
|                         | Movimento Popular de Libertação de Angola                      | 64 771  | 52,51 / 100,00  | 6,55  | 3 / 5     | Estável |
|                         | União Nacional para a Independência Total de Angola            | 42 519  | 34,47 / 100,00  | 6,59  | 2 / 5     | Estável |
|                         | Partido de Renovação Social                                    | 13 042  | 10,57 / 100,00  | 0,95  | 0 / 5     | Estável |
|                         | Frente Nacional de Libertação de Angola                        | 706     | 0,57 / 100,00   | 0,22  | 0 / 5     | Estável |
|                         | Partido Humanista de Angola                                    | 684     | 0,55 / 100,00   | Novo  | 0 / 5     | Novo    |
|                         | Aliança Patriótica Nacional                                    | 639     | 0,51 / 100,00   | 0,04  | 0 / 5     | Estável |
|                         | Convergência Ampla de Salvação de Angola - Coligação Eleitoral | 605     | 0,49 / 100,00   | 1,62  | 0 / 5     | Estável |
|                         | Partido Nacionalista para a Justiça em Angola                  | 370     | 0,29 / 100,00   | Novo  | 0 / 5     | Novo    |
| Votos Inválidos         | Votos Inválidos                                                | 3 878   | 3,03 / 100,00   | 0,66  |           |         |
| Total                   | Total                                                          | 127 214 | 100,00 / 100,00 |       | 5 / 5     |         |
| Eleitorado/Participação | Eleitorado/Participação                                        | 276 986 | 45,94 / 100,00  | 30,82 |           |         |

### Malanje
| Partido                 | Partido                                                        | Votos   | %               | +/-   | Deputados | +/-     |
| ----------------------- | -------------------------------------------------------------- | ------- | --------------- | ----- | --------- | ------- |
|                         | Movimento Popular de Libertação de Angola                      | 118 347 | 61,21 / 100,00  | 15,32 | 3 / 5     | 2       |
|                         | União Nacional para a Independência Total de Angola            | 63 634  | 32,91 / 100,00  | 22,13 | 2 / 5     | 2       |
|                         | Partido de Renovação Social                                    | 2 800   | 1,44 / 100,00   | 0,51  | 0 / 5     | Estável |
|                         | Partido Humanista de Angola                                    | 2 456   | 1,27 / 100,00   | Novo  | 0 / 5     | Novo    |
|                         | Frente Nacional de Libertação de Angola                        | 1 959   | 1,01 / 100,00   | 0,27  | 0 / 5     | Estável |
|                         | Convergência Ampla de Salvação de Angola - Coligação Eleitoral | 1 905   | 0,98 / 100,00   | 7,90  | 0 / 5     | Estável |
|                         | Aliança Patriótica Nacional                                    | 1 500   | 0,77 / 100,00   | 0,19  | 0 / 5     | Estável |
|                         | Partido Nacionalista para a Justiça em Angola                  | 727     | 0,37 / 100,00   | Novo  | 0 / 5     | Novo    |
| Votos Inválidos         | Votos Inválidos                                                | 9 124   | 4,49 / 100,00   | 2,47  |           |         |
| Total                   | Total                                                          | 202 452 | 100,00 / 100,00 |       | 5 / 5     |         |
| Eleitorado/Participação | Eleitorado/Participação                                        | 505 151 | 40,07 / 100,00  | 30,32 |           |         |

### Moxico
| Partido                 | Partido                                                        | Votos   | %               | +/-   | Deputados | +/-     |
| ----------------------- | -------------------------------------------------------------- | ------- | --------------- | ----- | --------- | ------- |
|                         | Movimento Popular de Libertação de Angola                      | 115 114 | 68,02 / 100,00  | 6,46  | 4 / 5     | Estável |
|                         | União Nacional para a Independência Total de Angola            | 45 058  | 26,62 / 100,00  | 7,72  | 1 / 5     | Estável |
|                         | Partido de Renovação Social                                    | 3 322   | 1,96 / 100,00   | 0,82  | 0 / 5     | Estável |
|                         | Frente Nacional de Libertação de Angola                        | 1 612   | 0,95 / 100,00   | 0,22  | 0 / 5     | Estável |
|                         | Partido Humanista de Angola                                    | 1 364   | 0,80 / 100,00   | Novo  | 0 / 5     | Novo    |
|                         | Convergência Ampla de Salvação de Angola - Coligação Eleitoral | 1 265   | 0,74 / 100,00   | 1,99  | 0 / 5     | Estável |
|                         | Partido Nacionalista para a Justiça em Angola                  | 765     | 0,45 / 100,00   | Novo  | 0 / 5     | Novo    |
|                         | Aliança Patriótica Nacional                                    | 733     | 0,43 / 100,00   | 0,04  | 0 / 5     | Estável |
| Votos Inválidos         | Votos Inválidos                                                | 4 738   | 2,72 / 100,00   | 1,40  |           |         |
| Total                   | Total                                                          | 173 971 | 100,00 / 100,00 |       | 5 / 5     |         |
| Eleitorado/Participação | Eleitorado/Participação                                        | 396 234 | 43,90 / 100,00  | 34,62 |           |         |

### Namibe
| Partido                 | Partido                                                        | Votos   | %               | +/-   | Deputados | +/-     |
| ----------------------- | -------------------------------------------------------------- | ------- | --------------- | ----- | --------- | ------- |
|                         | Movimento Popular de Libertação de Angola                      | 80 642  | 65,58 / 100,00  | 10,90 | 4 / 5     | Estável |
|                         | União Nacional para a Independência Total de Angola            | 37 725  | 30,67 / 100,00  | 25,11 | 1 / 5     | 1       |
|                         | Partido Humanista de Angola                                    | 880     | 0,71 / 100,00   | Novo  | 0 / 5     | Novo    |
|                         | Convergência Ampla de Salvação de Angola - Coligação Eleitoral | 841     | 0,68 / 100,00   | 14,93 | 0 / 5     | 1       |
|                         | Partido de Renovação Social                                    | 841     | 0,68 / 100,00   | 0,39  | 0 / 5     | Estável |
|                         | Aliança Patriótica Nacional                                    | 767     | 0,62 / 100,00   | 0,09  | 0 / 5     | Estável |
|                         | Frente Nacional de Libertação de Angola                        | 720     | 0,58 / 100,00   | 0,15  | 0 / 5     | Estável |
|                         | Partido Nacionalista para a Justiça em Angola                  | 551     | 0,44 / 100,00   | Novo  | 0 / 5     | Novo    |
| Votos Inválidos         | Votos Inválidos                                                | 3 187   | 2,51 / 100,00   | 1,04  |           |         |
| Total                   | Total                                                          | 126 154 | 100,00 / 100,00 |       | 5 / 5     |         |
| Eleitorado/Participação | Eleitorado/Participação                                        | 263 696 | 47,84 / 100,00  | 27,75 |           |         |

### Uíge
| Partido                 | Partido                                                        | Votos   | %               | +/-   | Deputados | +/-     |
| ----------------------- | -------------------------------------------------------------- | ------- | --------------- | ----- | --------- | ------- |
|                         | Movimento Popular de Libertação de Angola                      | 190 805 | 57,56 / 100,00  | 13,80 | 3 / 5     | 1       |
|                         | União Nacional para a Independência Total de Angola            | 117 159 | 35,34 / 100,00  | 16,79 | 2 / 5     | 1       |
|                         | Frente Nacional de Libertação de Angola                        | 6 148   | 1,85 / 100,00   | 0,23  | 0 / 5     | Estável |
|                         | Partido de Renovação Social                                    | 4 609   | 1,39 / 100,00   | 0,11  | 0 / 5     | Estável |
|                         | Partido Humanista de Angola                                    | 4 336   | 1,30 / 100,00   | Novo  | 0 / 5     | Novo    |
|                         | Convergência Ampla de Salvação de Angola - Coligação Eleitoral | 3 523   | 1,06 / 100,00   | 5,13  | 0 / 5     | Estável |
|                         | Aliança Patriótica Nacional                                    | 3 164   | 0,95 / 100,00   | 0,17  | 0 / 5     | Estável |
|                         | Partido Nacionalista para a Justiça em Angola                  | 1 723   | 0,51 / 100,00   | Novo  | 0 / 5     | Novo    |
| Votos Inválidos         | Votos Inválidos                                                | 14 208  | 4,12 / 100,00   | 2,59  |           |         |
| Total                   | Total                                                          | 345 675 | 100,00 / 100,00 |       | 5 / 5     |         |
| Eleitorado/Participação | Eleitorado/Participação                                        | 686 300 | 50,36 / 100,00  | 33,29 |           |         |

### Zaire
| Partido                 | Partido                                                        | Votos   | %               | +/-   | Deputados | +/-     |
| ----------------------- | -------------------------------------------------------------- | ------- | --------------- | ----- | --------- | ------- |
|                         | União Nacional para a Independência Total de Angola            | 73 031  | 52,10 / 100,00  | 25,43 | 3 / 5     | 2       |
|                         | Movimento Popular de Libertação de Angola                      | 50 818  | 36,25 / 100,00  | 15,06 | 2 / 5     | 1       |
|                         | Frente Nacional de Libertação de Angola                        | 10 236  | 7,30 / 100,00   | 5,57  | 0 / 5     | Estável |
|                         | Convergência Ampla de Salvação de Angola - Coligação Eleitoral | 1 752   | 1,25 / 100,00   | 16,87 | 0 / 5     | 1       |
|                         | Partido Humanista de Angola                                    | 1 451   | 1,03 / 100,00   | Novo  | 0 / 5     | Novo    |
|                         | Partido de Renovação Social                                    | 1 170   | 0,83 / 100,00   | 0,38  | 0 / 5     | Estável |
|                         | Aliança Patriótica Nacional                                    | 983     | 0,70 / 100,00   | 0,26  | 0 / 5     | Estável |
|                         | Partido Nacionalista para a Justiça em Angola                  | 711     | 0,50 / 100,00   | Novo  | 0 / 5     | Novo    |
| Votos Inválidos         | Votos Inválidos                                                | 3 731   | 2,58 / 100,00   | 1,40  |           |         |
| Total                   | Total                                                          | 143 883 | 100,00 / 100,00 |       | 5 / 5     |         |
| Eleitorado/Participação | Eleitorado/Participação                                        | 319 690 | 45,00 / 100,00  | 27,88 |           |         |